# Nanmanda
Nanmanda es una ciudad censal situada en el distrito de Kozhikode en el estado de Kerala (India). Su población es de 27316 habitantes (2011). Se encuentra a 21 km de Kozhikode.

## Demografía
Según el censo de 2011 la población de Nanmanda era de 27316 habitantes, de los cuales 12910 eran hombres y 14906 eran mujeres. Nanmanda tiene una tasa media de alfabetización del 96,10%, superior a la media estatal del 94%: la alfabetización masculina es del 98,27%, y la alfabetización femenina del 94,19%.